# Craugastor laticeps
Espèce
Synonymes
- Hylodes laticeps Duméril, 1853
- Eleutherodactylus laticeps (Duméril, 1853)
- Eleutherodactylus stantoni Schmidt, 1941
- Eleutherodactylus werleri Lynch & Fritts, 1965

Statut de conservation UICN

 NT  : Quasi menacé
Craugastor laticeps est une espèce d'amphibiens de la famille des Craugastoridae.

## Répartition
Cette espèce se rencontre de 50 à 1 600 m d'altitude au Mexique, dans la Sierra de los Tuxtlas dans le sud de l'État de Veracruz et au Chiapas, au Guatemala, au Belize et dans le nord du Honduras.

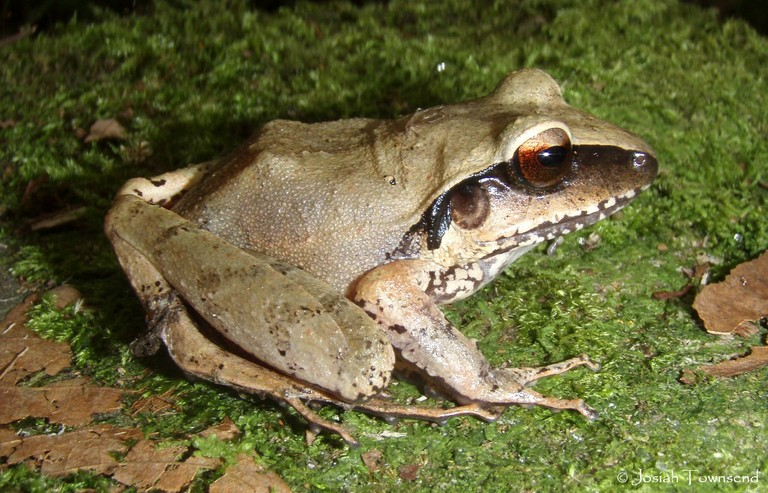
Craugastor laticeps

## Publication originale
- Duméril, 1853 : Mémoire sur les Batraciens anoures de la famille des Hylaeformes ou Rainettes, comprenant la description d'un genre nouveau et de onze espèces nouvelles. Annales Des Sciences Naturelles, sér. 3, vol. 19, p. 135-179 (texte intégral).